# Международный аэропорт имени Грэнтли Адамса
Международный аэропорт имени Грэнтли Адамса (англ. Grantley Adams International Airport, ИАТА: BGI, ИКАО: TBPB) — единственный международный аэропорт Барбадоса, расположенный вблизи Бриджтауна. Аэропорт имеет прямое сообщение с пунктами назначения в США, Канаде, Центральной Америке и Европе. В 2016 году аэропорт был восьмым по загруженности аэропортом в Карибском бассейне и третьим по загруженности аэропортом на Малых Антильских островах после международного аэропорта королевы Беатрикс на Арубе и международного аэропорта Пуэнт-а-Питр на Гваделупе. Он также остается важным воздушным сообщением для пассажиров круизных судов, отправляющихся и прибывающих в порт Бриджтауна, также вблизи аэропорта находится штаб-квартира Региональной системы обороны.
Изначально аэропорт назывался «Аэропорт Сивелл», но в 1976 он был переименован в честь первого премьер-министра Барбадоса сэра Грэнтли Герберта Адамса. Аэропорт находится в атлантическом часовом поясе. Аэропорт являлся хабом для ныне несуществующих барбадосских перевозчиков Caribbean Airways и REDjet, а также для чартерного перевозчика West Indies Executive Air.

## Расположение
Аэропорт расположен в 12,9 км от центра Бриджтауна, в районе, официально известном как Сивелл. Однако большинству информационных справочников утверждают, что аэропорт находится в столице. Аэропорт имени Грэнтли Адамса является главным транспортным узлом восточной части Карибского бассейна.
Аэропорт находится в юго-восточной части прихода Крайст-Черч, недалеко на южной оконечности острова. Из аэропорта легко добраться до автомагистрали 7, ведущей в столицу, а также к северному и западному побережью.
В середине 2000-х годов правительство провело многоэтапную модернизацию и расширение аэропорта стоимостью 100 миллионов долларов США, в результате чего был построен новый зал прибытия, примыкающий к предыдущим терминалам. Строительство было немного усложнено, поскольку аэропорт должен оставаться открытым до 16 часов в сутки. Предполагалось, что его текущая инфраструктура будет удовлетворять потребности Барбадоса как минимум до 2015 года. В рамках III фазы проекта, которая ещё не завершена, будут внесены изменения в конфигурацию стоянки самолётов.

## История

### Ранние годы
Первый зарегистрированный самолёт на Барбадосе приземлился в 1929 году на сегодняшнем поле для гольфа Rockley. Воздушные перевозки на месте современного аэропорта, начались в сентябре 1938 года, когда на этом месте приземлился почтовый самолёт KLM Royal Dutch Airlines, следовавший из Тринидада. В то время взлётно-посадочная полоса была грунтовой. Некоторое время спустя полоса была заасфальтирована, и в 1949 году на этом месте был построен первый терминал вместо использовавшегося до этого сарая. После этого объект получил официальное название аэропорт Сивелл.

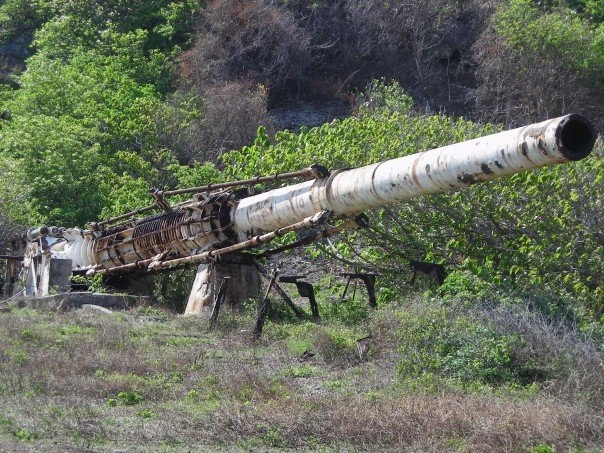
Заброшенная пушка HARP вблизи аэропорта.

В 1960-х годах американский военный полигон, расположенный к юго-востоку от аэропорта получил название Парагон. Впоследствии он стал базой для «Проекта высотных исследований», также известного как проект HARP, который спонсировался Университетом Макгилла и вооружёнными силами США.
В середине октября 1983 года гражданский международный аэропорт на Гренаде стал ареной интенсивных военных действий. Тогда же премьер-министр Том Адамс, предложил использовать объект американским военным в качестве плацдарма для операции «Вспышка ярости». Аэропорт также стал пресс-центром для более чем 300 международных журналистов, которые были отправлены их организациями, для освещения вторжения США на Гренаду. Адамс сыграл ключевую роль в сборе поддержки среди англоязычных стран Карибского бассейна для операции по восстановлению демократии и верховенства права на Гренаде после того, как внутриполитический спор перерос в политическое убийство и гражданское кровопролитие.
Также в 1983 году вторжение на Гренаду побудило Соединённые Штаты заключить ещё одно соглашение с Барбадосом. В рамках сделки США расширили часть существующей инфраструктуры аэропорта. Это подготовило аэропорт к использованию в качестве авиабазы. В рамках плана по поддержанию стабильности на Гренаде Соединённые Штаты оказали помощь в создании региональной системы обороны, штаб которой расположен к востоку от аэропорта. РСО была и остаётся подразделением безопасности, ориентированным на обеспечение безопасности в восточной части Карибского бассейна.
Аэропорт способен принимать большинство крупных самолётов, включая Boeing 747. Аэропорт был одним из немногих пунктов назначения, куда совершал регулярные рейсы и обслуживался самолёт Concorde авиакомпании British Airways. Время полёта «Конкорда» из Соединённого Королевства на Барбадос составило менее 4 часов. Первый визит «Конкорда» на Барбадос был совершён в 1977 году на серебряный юбилей королевы. В 1980-х годах Concorde вернулся для коммерческих рейсов на Барбадос, а затем вылетел на Барбадос во время напряжённого зимнего сезона. 17 октября 2011 года Boeing 787 Dreamliner, прибыл в аэропорт для испытаний. За этим последовало прибытие 24 октября Boeing 747-8I для дальнейших испытаний в условиях высокой влажности.

### Проект расширения (2000—2006)

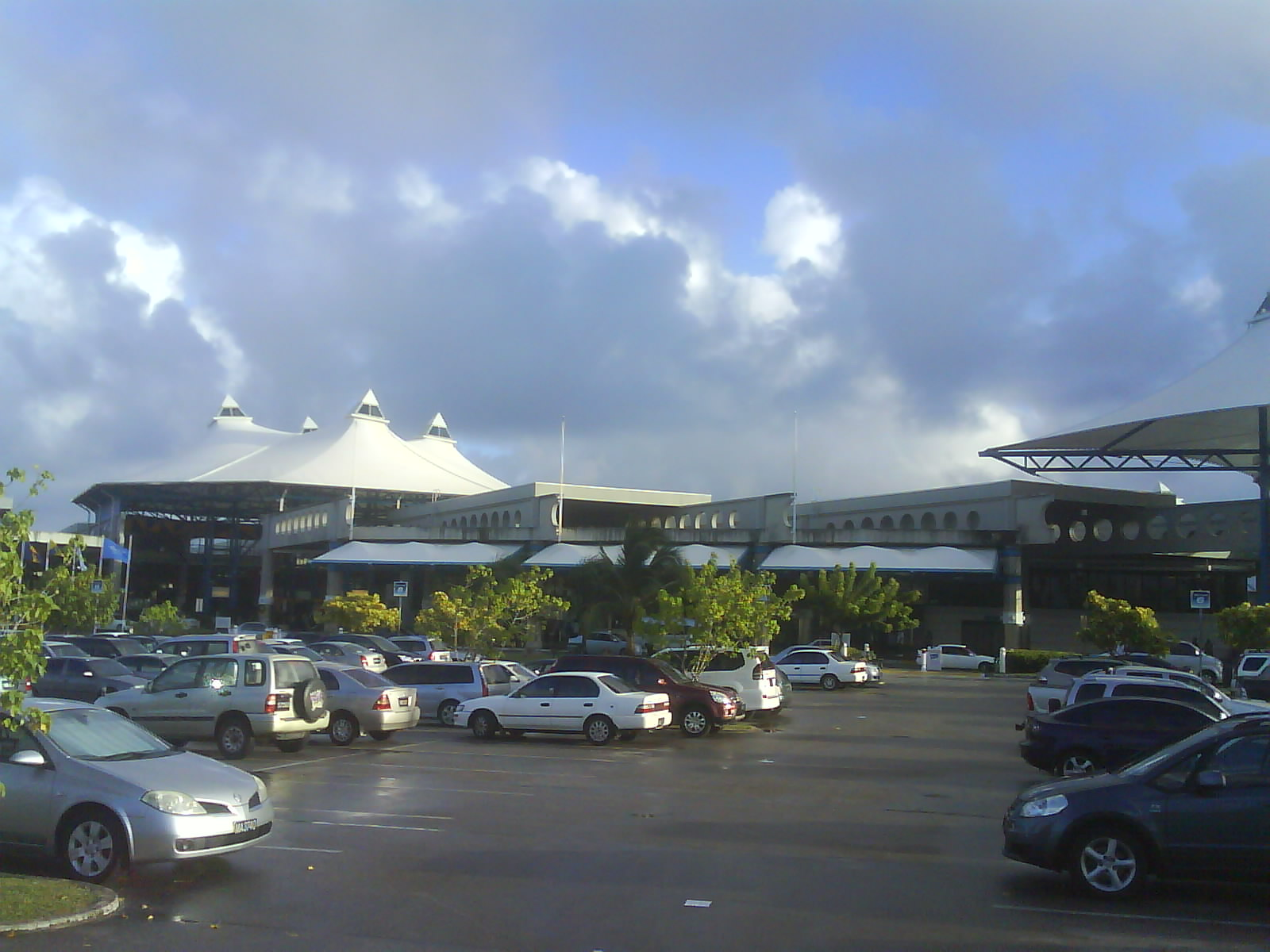
Обновленный терминал аэропорта.

Поскольку аэропорт стал слишком загруженным для такого небольшого острова и, исходя из ожидаемого увеличения воздушного движения, правительство Барбадоса приступило к реализации программы стоимостью 100 миллионов долларов США по модернизации инфраструктуры аэропорта.
На I этапе, который сейчас завершён, были модернизированы взлётно-посадочные полосы, рулёжные дорожки, стояночные перроны и светотехника. На этом этапе правительство Барбадоса приобрело частную землю, прилегающую к взлётно-посадочной полосе, чтобы привести аэропорт в соответствие с новыми международными авиационными стандартами.
II этап (также завершён) включал строительство нового терминала прибытия рядом с нынешним зданием; перемещение прибывающих из старого терминала, реконструкция старого терминала в качестве места отправления и перенос инфраструктуры в новое тысячелетие.

### После 2006
1 июня 2007 года в качестве дополнительных удобств для деловых путешественников был открыт бизнес-центр Club Caribbean Executive Loungeand Business Centre стоимостью 1,7 миллиона барбадосских долларов. Центр занимает площадь 460 м2 и находится на уровне мезонина. Он предназначен для использования специальными клиентами нескольких авиакомпаний.
III этап работ пришлось отложить до завершения чемпионата мира по крикету 2007 года. Он включал в себя строительство нового терминала аэропорта, новых просторных залов вылета, расположенных намного ближе к самолётам, и телетрапов, что позволит значительно упростить стыковки. Также близится к завершению расширение зоны беспошлинной торговли и ресторанов для путешественников. В 2010 году администрация аэропорта заявила, что трафик в аэропорт увеличился на 58 %, и что для объекта составляется план на 20-25 лет, включающий расширение рулежной дорожки и реконструкцию грузовых помещений до уровня международных стандартов.
После постройки второго терминала зал прибытия аэропорта был перенесен в новое здание площадью 6 500 м2, примыкающее к предыдущему строению. Это позволило зоне вылета занять большую часть старого терминала.

## Описание

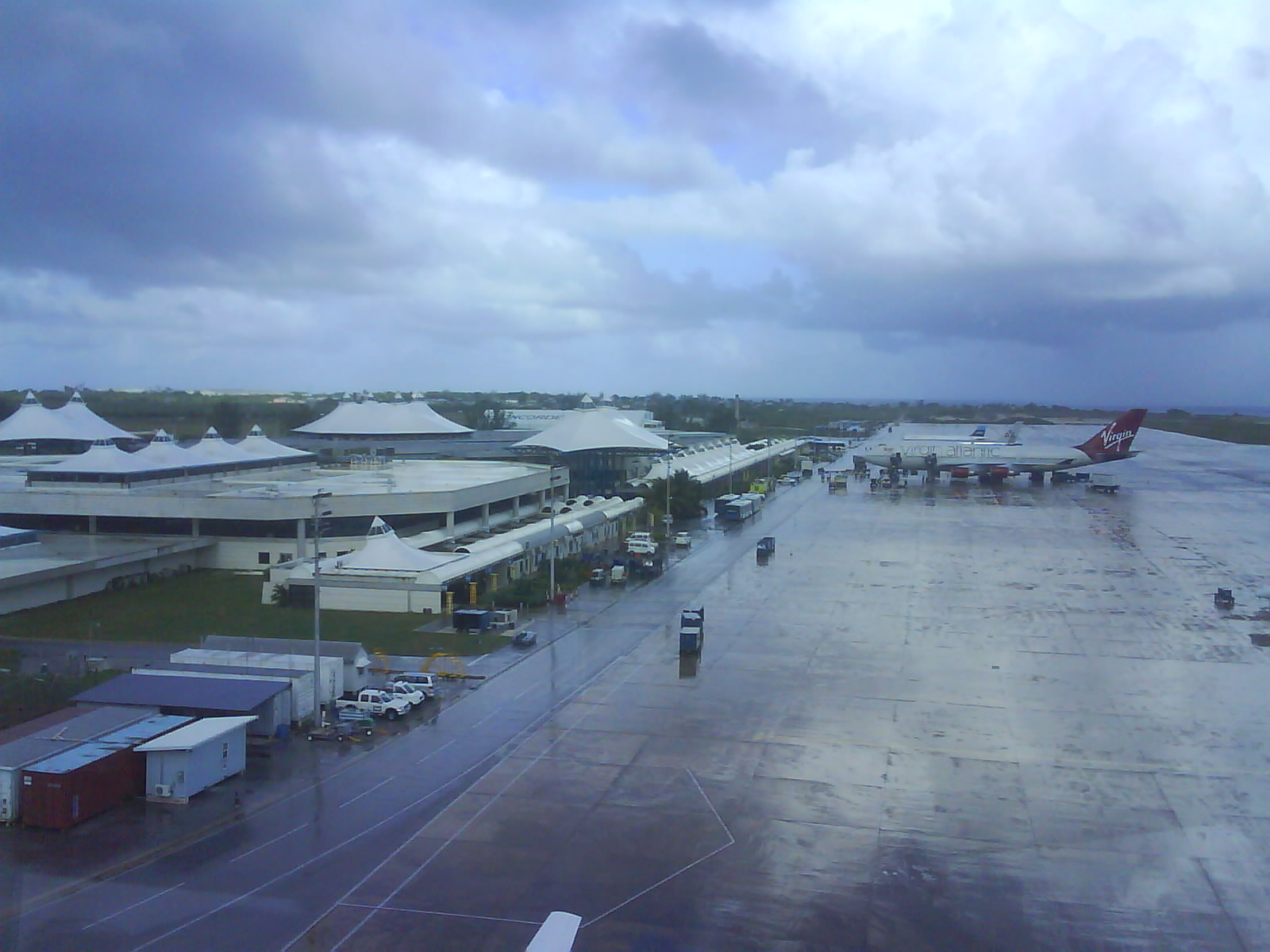
Вид на терминалы аэропорта с ВПП.

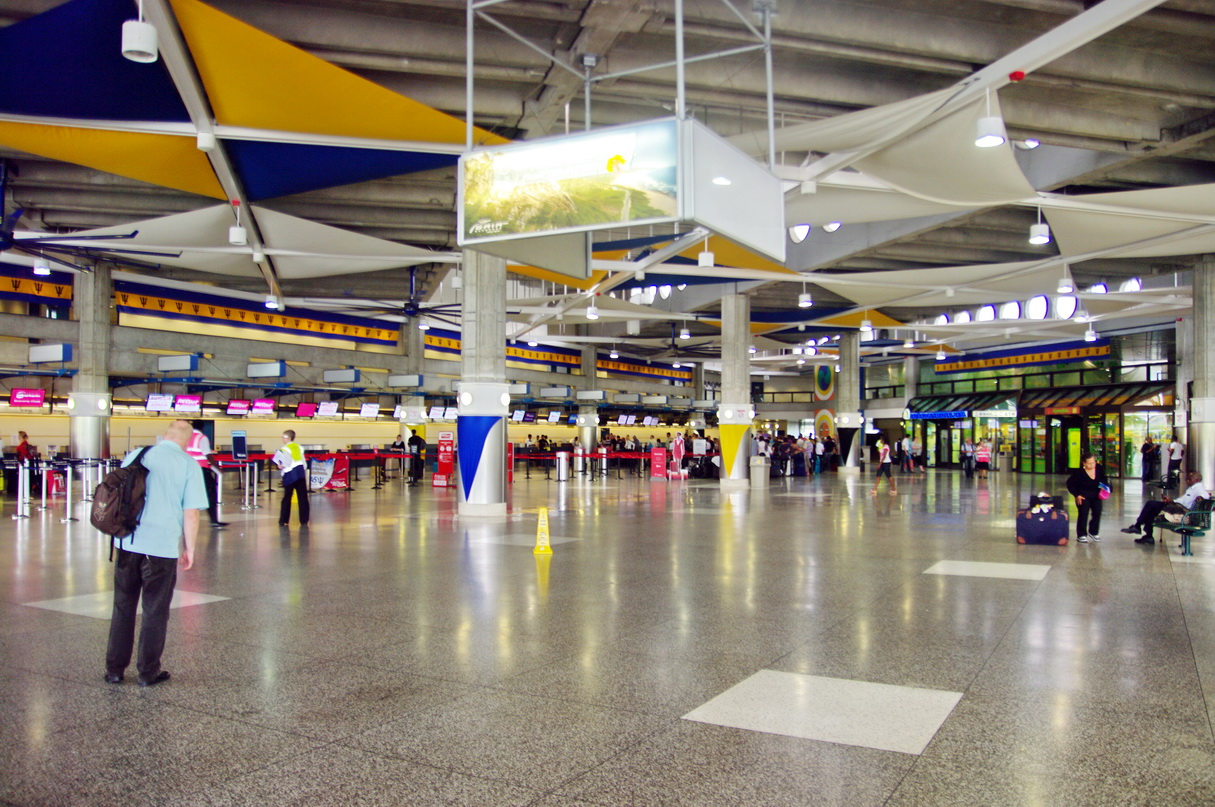
Зал регистрации.

### Терминалы
В аэропорту есть два терминала, спроектированных так, чтобы они выглядели как единое целое.
Первое и самое старое здание — это нынешний терминал отправления. В этом терминале находятся гейты 11-13. До расширения в 2000—2006 годах в нём располагались помещения как для прибытия, так и для отправления. Прежняя планировка была разделена на две части с несколькими магазинами беспошлинной торговли и открытой площадкой посередине с деревьями и другой зеленью. Новая полупрозрачная мембрана, которая возвышается над аэропортом, показывает, где старый терминал был разделён на две части. Кроме того, она закрывает промежуток между старым и новым терминалом и создаёт впечатление единого здания.
В новом терминале расположены гейты 1-10. Терминал в настоящее время имеет 22 выхода на уровне земли.

### Взлетно-посадочная полоса
Аэропорт находится на высоте 52 метра над средним уровнем моря[6][7]. У него есть единственная взлётно-посадочная полоса с асфальтовым покрытием, размерами 3353 м × 46 м. Взлётно-посадочная полоса проходит с востока на запад, и соединяется пятью рулёжными дорожками с парковкой самолётов, примыкающей к основным терминалам. Из-за пассатов, дующих с Атлантического океана через Барбадос с востока, самолёты обычно приземляются и взлетают в восточном направлении. Это приводит к типичной траектории полёта прибывающих самолётов вдоль западного побережья Барбадоса, в то время как вылетающие рейсы обычно проходят вдоль восточного побережья. В некоторых случаях погодные явления, такие как ураганы или тропические штормы, могут привести к взлёту или посадке самолётов в западном направлении.

### Навигация
Аэропорт оснащён системами VOR/DME и ILS. Аэропорт работает круглосуточно.

### Другие
На территории аэропорта находится головной офис Департамента гражданской авиации Барбадоса. Кроме того, метеорологическая служба Барбадоса управляет метеорологической радиолокационной станцией в аэропорту.

## Пассажиропоток

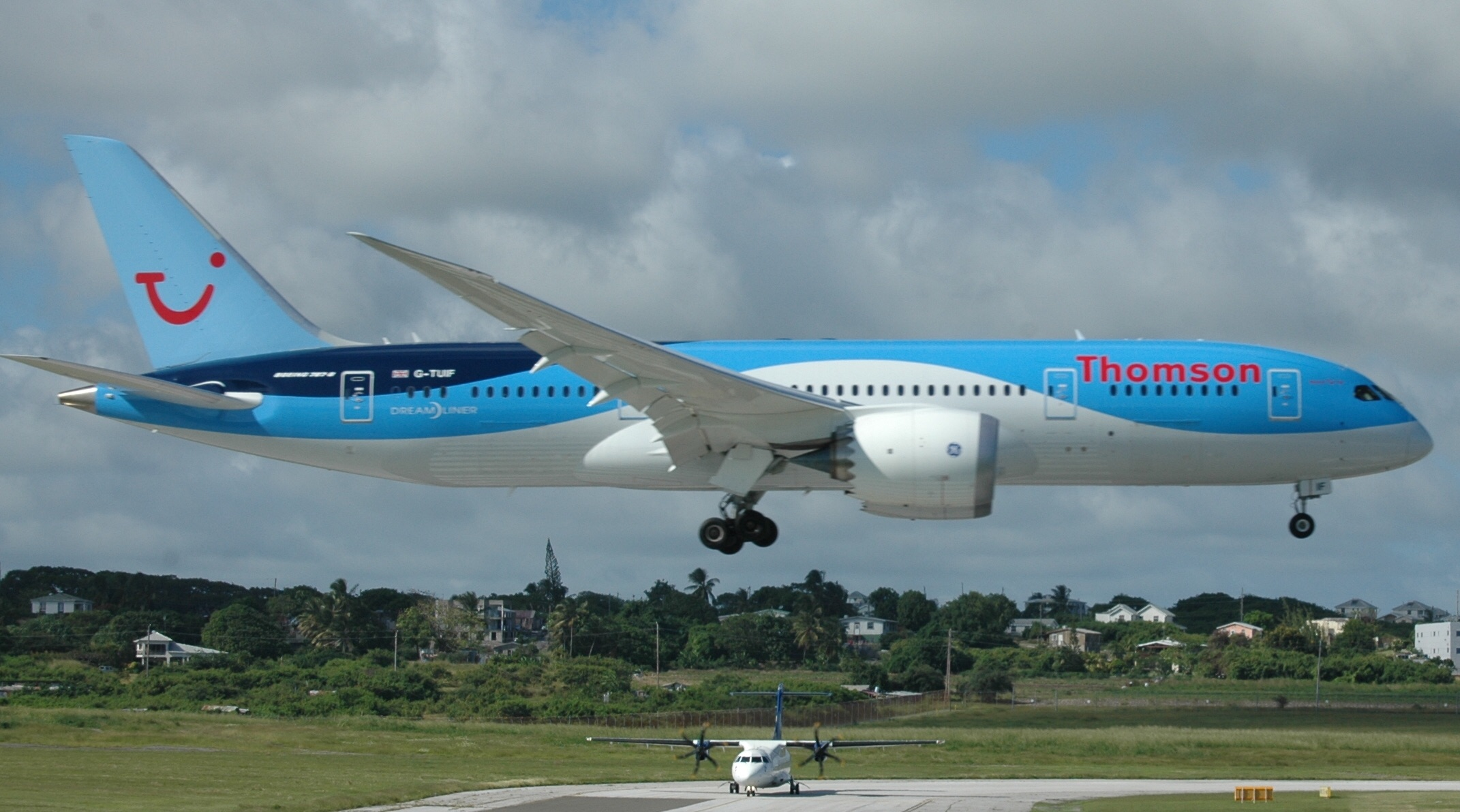
Boeing 787-8 Thomson Airways совершает посадку в аэропорту.

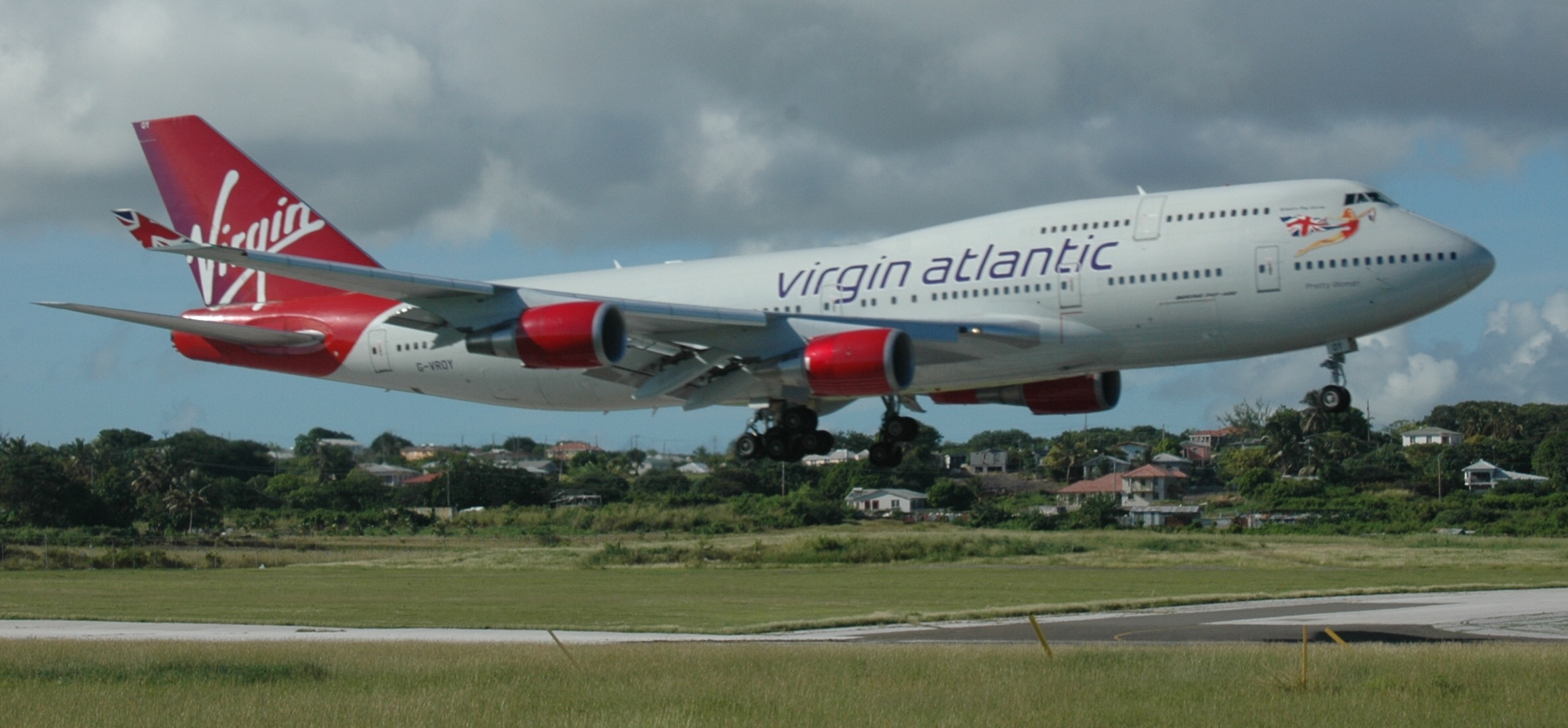
Boeing 747-400 Virgin Atlantic совершает посадку в аэропорту.

Данные из запроса в Викиданные.
| | Пассажиропоток | Изменения | Взлётов/посадок | Изменения | Грузопоток (тонн) | Изменения |
| --- | -------------- | --------- | --------------- | --------- | ----------------- | --------- |
| 2008                                                                                                 | 2,165,125      | ▲ 0,68 %  | 38,986          | н/д       | 19,479            | н/д       |
| 2009                                                                                                 | 1,939,059      | ▼10.44 %  | 34,454          | ▼11.62 %  | 21,098            | ▲ 8,31 %  |
| 2010                                                                                                 | 1,995,167      | ▲ 2,89 %  | 35,378          | ▲ 2,68 %  | 22,335            | ▲ 5,86 %  |
| 2011                                                                                                 | 2,074,654      | ▲ 3,98 %  | 35,452          | ▲ 0,21 %  | 22,720            | ▲ 1,72 %  |
| 2012                                                                                                 | 1,967,571      | ▼ 5,16 %  | 34,476          | ▼ 2,75 %  | 22,322            | ▼ 1,75 %  |
| 2013                                                                                                 | 1,845,430      | ▼ 6,21 %  | 31,670          | ▼ 8,14 %  | 21,567            | ▼ 3,38 %  |
| 2014                                                                                                 | 1,858,176      | ▲ 0,69 %  | 30,247          | ▼ 4,49 %  | 18,852            | ▼12.59 %  |
| 2015                                                                                                 | 1,966,789      | ▲ 5,84 %  | 30,508          | ▲ 0,87 %  | 14,778            | ▼21.61 %  |
| 2016                                                                                                 | 2,086,209      | ▲ 6,08 %  | 30,398          | ▼ 0,36 %  | 13,438            | ▼9.97 %   |
| 2017                                                                                                 | 2,172,603      | ▲ 4,15 %  | 32,352          | ▲ 6,43 %  | 11,721            | ▼12.77 %  |
| 2018                                                                                                 | 2,194,931      | ▲ 1,02 %  | 33,296          | ▲ 3,0 %   | 10,987            | ▼6.7 %    |
| 2019                                                                                                 | 2,298,491      | ▲ 7,16 %  | 32,854          | ▼ 1,37 %  | 10,231            | ▼7.4 %    |
| Source: Airports Council International. World Airport Traffic Reports (2009, 2011, 2012, 2013, 2014) |                |           |                 |           |                   |           |

## Авиакатастрофы и происшествия
- 6 октября 1976 года вскоре после взлёта был взорван и разбился у побережья Барбадоса DC-8 авиакомпании Cubana de Aviacion, следовавший по маршруту Джорджтаун—Порт-оф-Спейн—Бриджтаун—Кингстон—Гавана[1]. Впоследствии взрыв был классифицирован как теракт, вероятно совершенный агентами ЦРУ[38]. Лица, связанные с нападением и, как утверждается, нанятые Луисом Посадой Каррилесом, высадились на Барбадосе и планировали вскоре улететь из страны другим рейсом[39][40].

- 21 марта 1981 года у McDonnell-Douglas DC-10-30 авиакомпании Caribbean Airways, выполнявшего регулярный рейс из Барбадоса в Лондон, при взлёте лопнула шина в результате удара о неровный участок взлётно-посадочной полосы. Это заставило большинство верхних шкафчиков открыться. Вместо того, чтобы вернуться на Барбадос, экипаж решил продолжить полёт. В связи с ранним прибытием рейса УВД Великобритании дало указание экипажу подождать 25 минут, после чего самолёт благополучно приземлился в аэропорту Гатвик. Пострадавших среди 340 пассажиров не было. По словам представителя авиакомпании, горячая резина от лопнувших шин вызвала короткое замыкание проводки. Это, в свою очередь, затронуло некоторые приборы[41].
- В 2010 году, во время повышенного трафика в туристический сезон (с ноября по апрель), ряд чартерных авиакомпаний и регулярных перевозчиков сообщили о серии столкновений с птицами во время взлёта. Они не были настолько серьёзными, чтобы нанести какой-либо ущерб самолёту, и они продолжили свой путь к месту назначения. После непродолжительного расследования «птицы» оказались маленькими гладкоконосыми летучими мышами, обитающими на Барбадосе.
- 7 января 2018 года Airbus A320 авиакомпании JetBlue, выполнявший регулярный рейс по маршруту Бостон—Барбадос, снижался в аэропорту, когда экипаж объявил о чрезвычайной ситуации, сообщив о пожаре на борту. Самолёт благополучно приземлился, и впоследствии взлётно-посадочная полоса 09 была временно закрыта. Аварийные службы проверили самолёт, и самолёт нормально вырулил к выходу на посадку[42].

## Музей

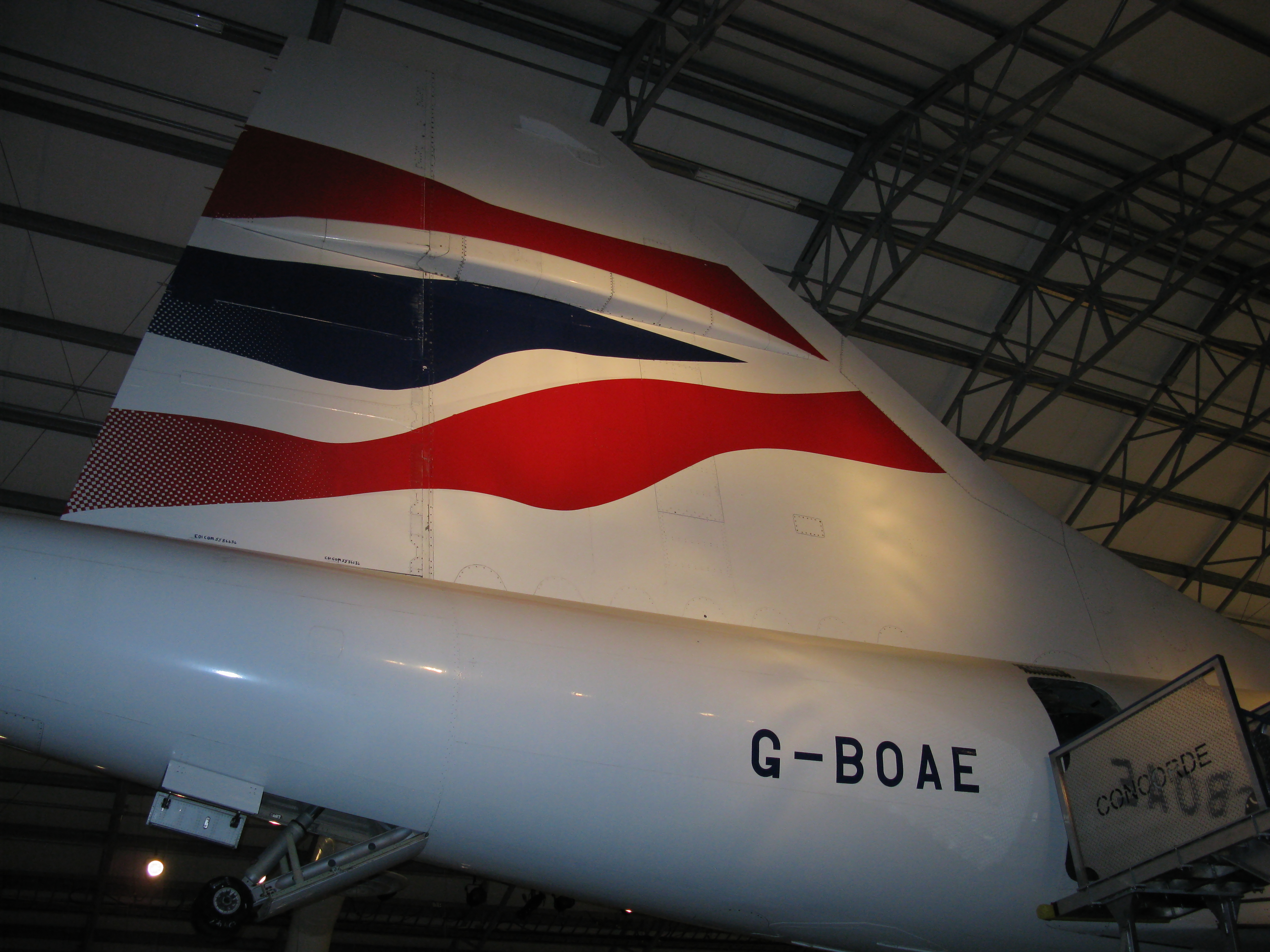
Concorde в музее.

К востоку от аэропорта находится старая плантация Спенсеров, часть которой стала новой территорией аэропорта, а часть музеем самолёта Concorde British Airways площадью 8 534 м2. В музее есть специальный зал, где выставлен один из списанных самолётов, переданный в счёт кредита правительству Барбадоса.
2 ноября 1977 года именно на этом самолёте королева Елизавета II летела из Барбадоса в Лондон, Англия. Это был первый визит Concorde на Барбадос.
Он же стал последним Конкордом, совершившим сверхзвуковой полёт 17 ноября 2003 г, во время доставки на Барбадос.

## Награды
- 1998, 1999, 2000, 2002, 2003, 2004 — «Ведущий аэропорт Карибского бассейна» — по версии World Travel Awards[45].
- В 2010 году Международный совет аэропортов признал аэропорт одним из лучших в регионе по качеству обслуживания. В разделе Карибского бассейна и Латинской Америки аэропорт имени Грэнтли Адамса занял третье место после аэропортов Гуаякиля и Канкуна, соответственно[46][47].